# Heart of a Coward
Heart of a Coward — британський металкор-гурт з міста Мілтон-Кінз, створений у 2007 році.

## Історія

### Формування
Гурт був створений у 2007 році в місті Мілтон-Кінз, Англія, Великобританія. У перший склад увійшли: Том Вебб (ударні), Тімфі Джеймс (гітара, бек-вокал), Бен Марвін (вокал), Рос Конор (бас) і Карл Айерс (гітара).

### Демо та міні-альбоми (2007-2010)
Відразу після утворення, Heart of a Coward випустили перше демо "Demo 2008", в якому було три треки. У тому ж році гурт випустив міні-альбом "Collisions", що містив п'ять пісень (дві з яких були перевидані).
У 2009 році вийшов другий міні-альбом "Dead Sea" на 6 пісень, серед яких три були перевидані. Згодом барабанщик Том Вебб залишив гурт, на його місце прийшов Кріс Менсбрідж, барабанщик гурту Fellsilent.

### Hope and Hindrance (2011-2012)
На початку 2011 року було оголошено, що вокаліст Бен Марвін покине групу. Стало відомо, що новим вокалістом стане вокаліст треш-, мелодік-дес-, металкор-гурту Sylosis Джеймі Грем. З новим вокалістом Heart of a Coward відправилися в студію, щоб записати свій дебютний альбом "Hope and Hindrance", який вийшов у 2012 році. До альбому увійшла пісня «Shade», яка принесла гурту популярність (конкретний відривок 0:48 і досі використовують у мемах).

### Severance (2012-2015)
У 2012 році, після виходу альбому Hope and Hindrance, групу покинув гітарист Тімфі Джеймс, заснувавши разом із Беном реп-метал гурт Hacktivist. Джеймса замінив Стів Хейкок. Після поновлення складу група підписала контракт з лейблом Century Media Records і приступила до запису другого альбому під назвою "Severance". Альбом вийшов у листопаді 2013 року. На пісні «Deadweight», «Psyhophant», «Nauseam», «Distance» були випущені підеокліпи.

### Deliverance (2015-2017)
21 лютого 2015 року гурт оголосив про завершення запису третього альбому. 9 червня гурт випустив кліп на пісню «Hollow». Пісня увійшла до третього повноформатного альбому «Deliverance», реліз якого відбувся 2 жовтня.
8 березня 2017 року на сторінці у Facebook гурт оголосив про відхід вокаліста Джеймі Грема. «Мені потрібно більше часу проводити з родиною», —  пояснив Джеймі. Пізніше, у 2018 році він долучився до заснування текнікал-дезкор гурту Viscera.

### Зміни складу та The Disconnect (2018-2022)
На початку 2018 року до гурту приєднався новий вокаліст, ім'я якого не розголошувалась до виходу кліпу "Collapse", випущеному 25 березня 2018 року. Особистість нового вокаліста розкрили, визначивши, що його звуть Каан Тасан. Новий вокаліст був обраний колективом ще до того, як Джеймі пішов — Грем попередив про свій вихід заздалегідь і приводив Каана на концерти за ширму на сцені, щоб той звикав до атмосфери виступів в Heart of a Coward. Таким чином стало відово, що Каан долучився до співпраці із гуртом ще до того, як Джеймі Грем пішов зі складу. 
В 2019 році гурт випустив альбом "The Disconnect". Цей альбом став першим за більш, ніж 5 років, на якому не було вокалу Джеймі. Цього ж року Heart of a Coward відвідали Україну, виступивши на фестивалі Файне Місто, зайнявши "Dark Stage"-сцену.
У 2022 році гітарист Стів Хейкок залишив гурт, пояснивши це проблемами із ментальним здоров'ям. На його місце прийшов Ден Торнтон.

### This place only brings death (2023-дотепер)
31 березня 2023 року гурт випустив сингл під назвою "This place only brings death". Пізніше, 12 травня з'явився другий сингл "Decay". 27 липня вийшов сингл "Devour me", а 25 серпня ще один — "Surrender to failure". 22 вересня вийшов альбом, що умістив у собі 10 пісень, включно із попередніми чотирьма синглами. Назва була однойменна до найпершого синглу з альбому.

## Склад
- Каан Тасан (Kaan Tasan) — вокал (No Consequence) (2018-дотепер)
- Карл Айєрс (Carl Ayers) — гітара, бек-вокал (2008–дотепер)
- Ден Торнтон (Dan Thornton) — гітара (2022-дотепер)
- Вішал Кіша (Vishal Khetia) — бас (2010-дотепер)
- Кріс Менсбрідж (Chris Mansbridge) — барабани (2010–дотепер)

Колишні учасники
- Том Вебб — барабани (2008-2010)
- Росс Конор — бас (2008-2010)
- Бен Марвін — вокал (2008-2011)
- Джеймс Тімфі — гітара (2008-2011)
- Джеймі Грем — вокал (2011-2017)
- Стів Хейкок — гітара (2012-2022)

## Дискографія
Демо
- 2008 — Demo 2008

Міні-альбоми (EP)
- 2008 — Collisions
- 2009 — Dead Sea

Студійні альбоми (LP)
- 2012 — Hope and Hindrance
- 2013 — Severance[1]
- 2015 — Deliverance[2]
- 2019 — The Disconnect [3]
- 2023 — This place only brings death